# Morros de Porto Alegre

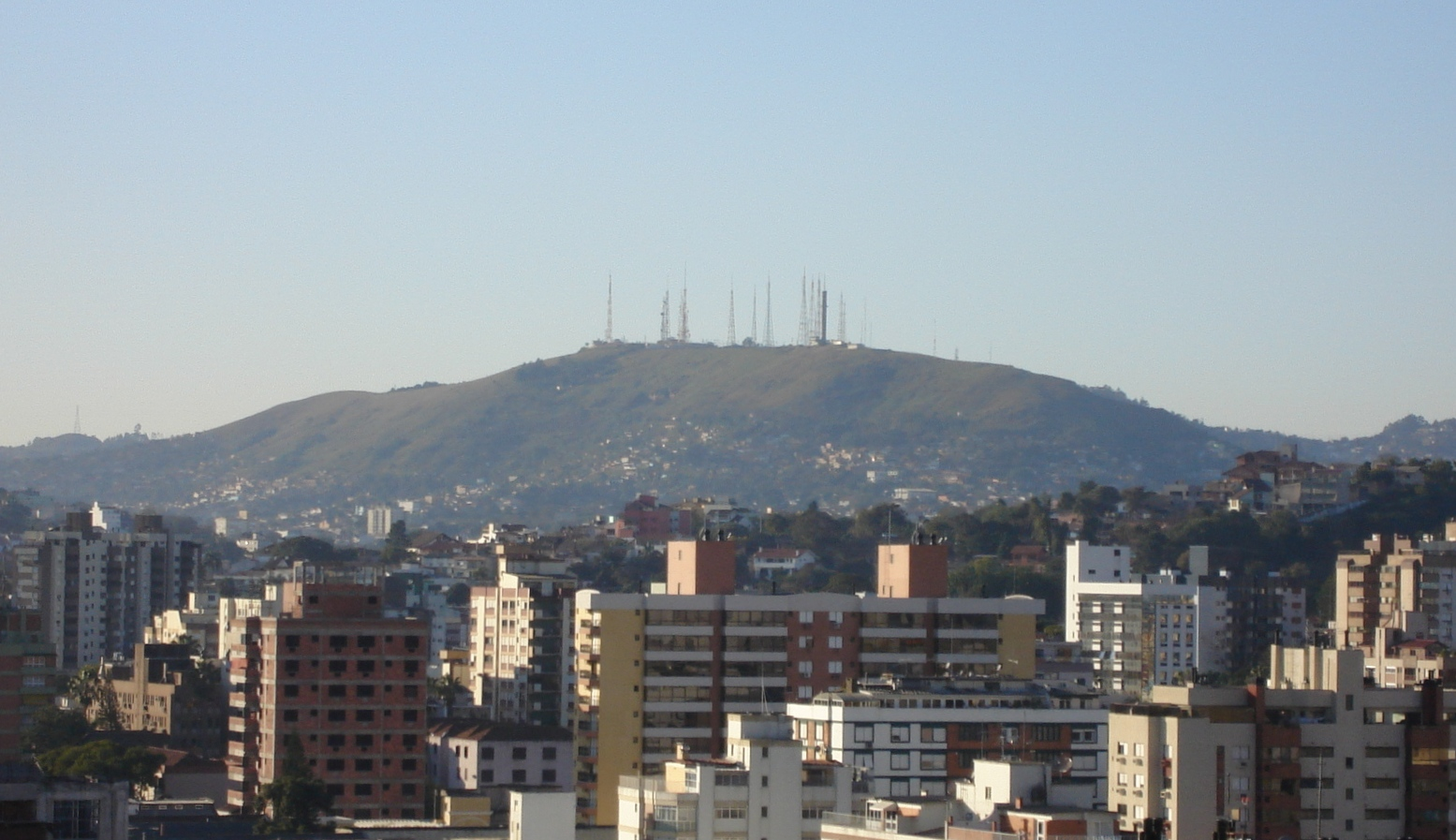
Le Morro da Polícia.

Les morros de Porto Alegre sont des collines situées autour de la ville de Porto Alegre au Brésil.

## Géographie
Un anneau de morros granitiques de 730 millions d'années enserre Porto Alegre, occupant 65 % de la surface de la ville. Les morros font partie du bouclier sud-riograndense – une plate-forme triangulaire de 48 000 km2, faite de roches qui fondirent sous des pressions et des chaleurs très fortes à l'intérieur de la Terre, et qui émergèrent ensuite, s'élevant à la hauteur de montagnes.
Aujourd'hui, altérés par des millions d'années d'érosion, ce sont de petits morros aux sommets arrondis qui dominent le paysage de la ville.
Les plus importants d'entre eux :
- Morro Santana : c'est le point le plus haut de la ville et plus de la moitié de sa surface (1 000 ha) est propriété de l'Université fédérale du Rio Grande do Sul. Sur ses 311 m de hauteur, on trouve des forêts et des prairies natives, des cascades, des marécages, des étangs, des lacs et des ravins ;
- Morro do Osso. Il est localisé entre les quartiers Tristeza, Camaquã et Ipanema. Du haut de ses 143 m, il est possible de voir le  Guaíba, la plage d'Ipanema, le Centre de Porto Alegre et quelques autres morros. Une partie du lieu est un Parc naturel, préservant sur ses 57 hectares les restes d'un ancien cimetière amérindien. Un conflit oppose la Municipalité aux communautés indigènes quant à sa propriété ;
- Morro São Pedro. Il se situe entre les quartiers de Restinga et de Lami. De ses 289 m de hauteur, on peut voir la zone sud de la ville, la plage de Lami et le phare d'Itapuã. En plus du pic-vert, de la perdrix, de l'épervier et de nombreux autres oiseaux, vivent sur ce morro beaucoup d'animaux menacés d'extinction. On trouve sur ce morro plusieurs sources de ruisseaux préservées. Avec plus de 1 000 hectares, le morro présente quatre formations végétales de base : le champ ouvert, à la végétation basse ; le champ couvert, à hautes herbes et végétation semi-arbustive ; la prairie arborée, qui longe les ravins ; enfin, la forêt pluviale subtropicale.
- Morro Santa Tereza. Il est localisé dans le quartier de Santa Tereza et s'élève à 148 m d'altitude. Il permet une vision panoramique sur le Guaíba et une des plus belles vues sur la cité. Ce morro est connu pour héberger les divers émetteurs de TV et de radio de la ville ; pour cette raison, il est appelé « Morro de la TV » ;
- Morro do Sabiá. D'une altitude de 41 m, il possède 5 ha d'espaces verts. Un escalier permet d'atteindre les rives du rio Guaíba.

Autres morros :
- Morro do Cascata, 267 m de hauteur ;
- Morro Pelado, 298 m de hauteur ;
- Morro da Pedra Redonda, 279 m de hauteur ;
- Morro da Polícia (ou Morro da Embratel), 286 m de hauteur.

Les quatre morros sont situés sur le territoire du quartier de Cascata ou dans ses environs immédiats.